# Basket-ball aux Deaflympics
Le basket-ball aux Deaflympics d'été est une discipline olympique depuis les Deaflympics d'été de 1949 à Copenhague. Les champions en titre sont chez les hommes le Lituanie et chez les femmes les États-Unis.

## Palmarès

### Hommes
Le tableau suivant retrace pour chaque édition de la compétition le palmarès du tournoi et la nation hôte.
| N° | Édition                   | Ville hôte    | Or         | Argent    | Bronze     |
| -- | ------------------------- | ------------- | ---------- | --------- | ---------- |
| 1  | Deaflympics d'été de 1949 | Copenhague    | Belgique   | Suisse    | Aucun      |
| 2  | Deaflympics d'été de 1953 | Bruxelles     | Belgique   | Italie    | États-Unis |
| 3  | Deaflympics d'été de 1957 | Milan         | États-Unis | Belgique  | Italie     |
| 4  | Deaflympics d'été de 1961 | Helsinki      | États-Unis | Finlande  | Pologne    |
| 5  | Deaflympics d'été de 1965 | Washington DC | États-Unis | Finlande  | Canada     |
| 6  | Deaflympics d'été de 1969 | Belgrade      | États-Unis | Pologne   | Finlande   |
| 7  | Deaflympics d'été de 1973 | Malmö         | États-Unis | Pologne   | Suède      |
| 8  | Deaflympics d'été de 1977 | Bucarest      | États-Unis | Suède     | Pologne    |
| 9  | Deaflympics d'été de 1981 | Cologne       | États-Unis | Pologne   | URSS       |
| 10 | Deaflympics d'été de 1985 | Los Angeles   | États-Unis | Suède     | Pologne    |
| 11 | Deaflympics d'été de 1989 | Christchurch  | États-Unis | Suède     | Finlande   |
| 12 | Deaflympics d'été de 1993 | Sofia         | États-Unis | Suède     | Israël     |
| 13 | Deaflympics d'été de 1997 | Copenhague    | États-Unis | Lituanie  | Suède      |
| 14 | Deaflympics d'été de 2001 | Rome          | États-Unis | Slovénie  | Lituanie   |
| 15 | Deaflympics d'été de 2005 | Melbourne     | États-Unis | Slovénie  | Lituanie   |
| 16 | Deaflympics d'été de 2009 | Taipei        | États-Unis | Lituanie  | Grèce      |
| 17 | Deaflympics d'été de 2013 | Sofia         | Lituanie   | Venezuela | États-Unis |
| 18 | Deaflympics d'été de 2017 | Samsun        | Lituanie   | Venezuela | Ukraine    |

### Femmes
Le tableau suivant retrace pour chaque édition de la compétition le palmarès du tournoi et la nation hôte.
| N° | Édition                   | Ville hôte   | Or         | Argent     | Bronze           |
| -- | ------------------------- | ------------ | ---------- | ---------- | ---------------- |
| 1  | Deaflympics d'été de 1981 | Cologne      | États-Unis | France     | Espagne          |
| 2  | Deaflympics d'été de 1985 | Los Angeles  | États-Unis | Suède      | Australie        |
| 3  | Deaflympics d'été de 1989 | Christchurch | États-Unis | Suède      | Nouvelle-Zélande |
| 4  | Deaflympics d'été de 1993 | Sofia        | États-Unis | Lituanie   | Biélorussie      |
| 5  | Deaflympics d'été de 1997 | Copenhague   | États-Unis | Suède      | Lituanie         |
| 6  | Deaflympics d'été de 2001 | Rome         | États-Unis | Suède      | Lituanie         |
| 7  | Deaflympics d'été de 2005 | Melbourne    | États-Unis | Suède      | Lituanie         |
| 8  | Deaflympics d'été de 2009 | Taipei       | Suède      | États-Unis | Lituanie         |
| 9  | Deaflympics d'été de 2013 | Sofia        | États-Unis | Ukraine    | Lituanie         |
| 10 | Deaflympics d'été de 2017 | Sansum       | Grèce      | Lituanie   | Italie           |

## Records
- Les États-Unis ont remporté le plus de victoires dans les deux tournoi : 14 (masculin) et 8 (féminin)
- Les États-Unis ont remporté 14 fois consécutives, de 1957 à 2009 chez le masculin et chez la féminine, 7 titrés consécutives, de 1981 à 2005.

## Tableau des médailles
| Rang | Nation     | Or | Argent | Bronze | Total |
| ---- | ---------- | -- | ------ | ------ | ----- |
| 1    | États-Unis | 14 | 0      | 2      | 16    |
| 2    | Lituanie   | 2  | 2      | 2      | 5     |
| 3    | Belgique   | 2  | 1      | 0      | 3     |
| 4    | Suède      | 0  | 4      | 2      | 6     |
| 5    | Pologne    | 0  | 3      | 3      | 6     |
| 6    | Finlande   | 0  | 2      | 2      | 4     |
| 7    | Slovénie   | 0  | 2      | 0      | 2     |
| 8    | Venezuela  | 0  | 2      | 0      | 2     |
| 9    | Italie     | 0  | 1      | 1      | 2     |
| 10   | Suisse     | 0  | 1      | 0      | 1     |
| 11   | Canada     | 0  | 0      | 1      | 1     |
| 11   | Grèce      | 0  | 0      | 1      | 1     |
| 11   | Israël     | 0  | 0      | 1      | 1     |
| 11   | Ukraine    | 0  | 0      | 1      | 1     |

| Rang | Nation           | Or | Argent | Bronze | Total |
| ---- | ---------------- | -- | ------ | ------ | ----- |
| 1    | États-Unis       | 8  | 1      | 0      | 9     |
| 2    | Suède            | 1  | 5      | 0      | 6     |
| 2    | Grèce            | 1  | 0      | 0      | 1     |
| 3    | Lituanie         | 0  | 2      | 5      | 7     |
| 4    | France           | 0  | 1      | 0      | 1     |
| 4    | Ukraine          | 0  | 1      | 0      | 1     |
| 6    | Australie        | 0  | 0      | 1      | 1     |
| 6    | Biélorussie      | 0  | 0      | 1      | 1     |
| 6    | Espagne          | 0  | 0      | 1      | 1     |
| 6    | Italie           | 0  | 0      | 1      | 1     |
| 6    | Nouvelle-Zélande | 0  | 0      | 1      | 1     |